# Сергій VII (неаполітанський дука)
Сергій VII (помер 30 жовтня 1137 року) — тридцять дев'ятий і останній дука (або magister militum) Неаполітанського герцогства.

## Біографія
Сергій успадкував неаполітанський трон після свого батька Іоанна VI у 1122 році, в той час, коли на Півдні Італії швидко здобував владу нормандський граф Сицилії Рожер Отвільський. Коли в 1127 році Рожер став герцогом Апулії, а згодом у 1130 році був коронований королем Сицилій, доля Неаполя залежала від стосунків Сергія з сицилійським двором.

У 1131 році Рожер зажадав від громадян Амальфі передати під його контроль захисні споруди міста та ключі від їхнього замку. Коли громадяни відмовилися, Сергій спочатку мав намір допомогти їм флотом, але після того, як адмірал Рожера Георгій Антіохійський на чолі великого флоту зробив своєю базою острів Капрі в Неаполітанській затоці і звідти ефективно взяв Амальфі в морську блокаду, Сергій визнав Рожера своїм сюзереном. За словами літописця Александра Телезького, Неаполь, «який з римських часів майже ніколи не був завойований мечем, тепер підкорився Рожеру лише на підставі заяви». Після цього вся Південна Італія потрапила під владу Рожера.

Південна Італія в 1112 році н. е. із зображенням основних держав і міст.

У 1134 році Сергій підтримав повстання князя Капуанського Роберта II та Райнульфа II Аліфейського з роду Дренго, але уникав будь-якої прямої конфронтації з Рожером. Після падіння Капуї він склав омаж королю як його васал. Але 24 квітня наступного року в Неаполі кинув якір пізанський флот під командуванням втікача Роберта Капуанського. Флот привіз підкріплення з 8000 бійців, що підняло моральний дух повстанців і невдовзі повномасштабне повстання відновилося. Сергію довелося прийняти в Неаполі Райнульфа Аліфейського, який, як і Сергій, повстав проти короля Рожера, якому він нещодавно присягнув на вірність. Лідери повстанців — Роберт, Райнульф і Сергій — перебували в облозі в Неаполі до весни 1136 року. На той час багато людей в місті почало помирати з голоду. Однак, за словами історика та прихильника повстанців Фалько Беневентського, Сергій та неаполітанці не здалися, «воліючи померти від голоду, ніж схилити свої шиї перед владою злого короля». Однак морська блокада Неаполя була не щільна, і Сергій зміг прослизнути до Пізи за додатковими припасами, а іншого разу Роберт зробив те саме. Врешті на допомогу Неаполю прийшла армія на чолі з самим імператором Лотарем II, і Рожер зняв облогу з міста.
Завоювавши майже усю Південну Італію Лотар швидко пішов, і після цього Рожер швидко повернув собі втрачені володіння. Сергій знову приніс йому омаж в знак визнання власного васалітету, намагаючись позбавити своє місто чергової облоги. Сергію було надане пробачення і він супроводжував Рожера в поході проти свого колишнього союзника Райнульфа, тепер герцога Апулії. 30 жовтня 1137 року в Битві біля Риньяно він, Рожер II та його син Рожер III зазнали поразки, а сам Сергій загинув на полі бою.
За іронією долі, поразка Рожера в Ріньяно відкрила йому шлях до отримання влади в Неаполі, оскільки Сергій VII помер без спадкоємця, а неаполітанська знать не змогла досягти згоди щодо того, хто стане наступником герцога. Рожер остаточно приєднав Неаполітанське герцогство до свого нового королівства в 1139 році, коли папа Інокентій II та неаполітанська знать визнали молодого Альфонсо Отвільського герцогом неаполітанським.